# اورلاندو زاپاتا
اورلاندو زاپاتا تامایو (۱۵ مه ۱۹۶۷ – ۲۳ فوریه ۲۰۱۰) یک بنا و لوله‌کش و یک فعال سیاسی و یک زندانی کوبایی بود که پس از روزه گرفتن برای بیش از ۸۰ روز درگذشت. مرگ وی مورد توجه بین‌المللی قرار گرفت و به عنوان یک بازگشت جدی در روابط کوبا با ایالات متحده و اتحادیه اروپا تلقی شد.

## زندگی‌نامه

### اوایل زندگی
اورلاندو زاپاتا فرزند دوم یک خانواده از پنج برادر مستقر در بانز بود، جایی که وی با مادرش و ناپدری اش زندگی می‌کرد، زنی که حرفه اش رختشویی بود. به دنبال آینده بهتر، او به هاوانا مهاجرت کرد. جایی که با زندانی سیاسی سابق انری سائومل پنیا تماس پیدا کرد. انری کسی بود که اورلاندو با وی آغاز به انجام فعالیت‌های سیاسی کرد. وی عضو جنبش آلترناتیو جمهوری‌خواه بود.

### حبس
زاپاتا در ۶ دسامبر ۲۰۰۲ توسط مأموران پلیس کوبا به اتهام اهانت بازداشت شد، و به همین دلیل وی بیش از سه ماه در زندان بود. در ۲۰ مارس ۲۰۰۳، ۱۳ روز پس از آزادی، برای بار دوم در جریان سرکوب مخالفان دستگیر شد و به زندان کیلو ۷ در کاماگیه فرستاده شد. در زمان دستگیری، وی در اعتصاب غذای سازماندهی شده توسط مجمع به منظور ارتقاء جامعه مدنی، که در خانه مارتا باتریز روک کابلو برگزار می‌شد، شرکت داشت. اعتصاب غذا به عنوان دادخواهی برای آزادی چندی از رفقا منظور شده بود.

### اعتصاب غذا و مرگ
در تاریخ ۲ یا ۳ دسامبر سال ۲۰۰۹، زاپاتا برای اعتراض به دولت کوبا، اعتصاب غذا را آغاز کرد، زیرا او را به دلیل پوشیدن لباس مخالف سفید به جای لباس زندانی معین و همچنین محکوم کردن شرایط زندگی از او محروم کرد. زندانیان دیگر به عنوان بخشی از ادعای خود، زاپاتا خواستار شرایطی قابل مقایسه با مواردی بود که فیدل کاسترو پس از حمله ۱۹۵۳ به پادگان‌های مونکادا در زندان حبس کرد. دولت کوبا به نوبه خود اظهار داشت که او از خوردن مواد غذایی خودداری می‌کند زیرا مقامات تلویزیون، اجاق گاز و تلفن را در سلول وی قرار نمی‌دهند.
در طول اعتصاب غذا، زاپاتا از خوردن هر غذایی به غیر از غذای مادرش امتناع ورزید، که هر سه ماه به وی مراجعه می‌کرد. طبق گفته‌های گروه مخالف مستقر در آمریکا، اداره دموکرات دموکراسی کوبا، مقامات زندان سپس آب زاپاتا را قطع کردند که منجر به وخیم تر شدن سلامتی وی و در نهایت منجر به نارسایی کلیه شد.
زاپاتا به اعتصاب غذا ادامه داد و در تاریخ نامشخصی در بیمارستان کاماگی بستری گردید و در آنجا مایعاتی را به صورت وریدی بر خلاف میل او به وی داده شد. در ۱۶ فوریه ۲۰۱۰ وضعیت وی بدتر شد و وی به بیمارستان هرمانوس امیهیراس در هاوانا منتقل شد، که در نهایت وی در ۲۳ فوریه ۲۰۱۰ در حدود ساعت ۳:۳۰ بعد از ظهر EST درگذشت.
از زمان مرگ پدرو لوئیس بیتل در سال ۱۹۷۲، این اولین بار بود که یک مخالف دولت کوبا در جریان اعتصاب غذا جان خود را از دست داد.
در تاریخ ۱۶ مارس ۲۰۱۰، نامه ای سرگشاده با محکوم کردن دولت کوبا به دلیل دستگیری ناعادلانهٔ اورلاندو زاپاتا تامایو و درخواست آزادی سایر زندانیان سیاسی در یک وبلاگ اینترنتی منتشر گردید. طی کمتر از یک هفته، بیش از ۳۰٬۰۰۰ نفر این امه را امضا کردند. در میان امضاکنندگان، امضای روشنفکران برجسته از چپ و راست طیف سیاسی به چشم می‌خورد.